# Fellingsbro
Fellingsbro is een plaats in de gemeente Lindesberg in het landschap Västmanland en de provincie Örebro län in Zweden. De plaats heeft 1485 inwoners (2005) en een oppervlakte van 232 hectare.
De kerk van het dorp, de Fellingsbro kyrka telt 1.236 zitplaatsen.

## Verkeer en vervoer
Bij de plaats loopt de Länsväg 249.